# Морено, Рита
Рита Морено (исп. Rita Moreno; урождённая Ро́са Доло́рес Альвери́о Марка́но (исп. Rosa Dolores Alverío Marcano); 11 декабря 1931) — пуэрто-риканская и американская актриса, певица и танцовщица. В 1977 году она стала третьим человеком и второй женщиной, выигравшей все основные премии шоу-бизнеса США — «Эмми», «Грэмми», «Оскар» и «Тони», а также она стала вторым человеком из Пуэрто-Рико, удостоенным премии «Оскар».

## Биография
Роса Долорес Альверио Маркано родилась 11 декабря 1931 года в Умакао в Пуэрто-Рико. В возрасте пяти лет она вместе с матерью переехала в Нью-Йорк, где в 13-летнем возрасте дебютировала на Бродвее, после чего привлекла к себе внимание и голливудских режиссёров. Среди первых фильмов, где актриса сыграла небольшие роли, были «Любимец Нового Орлеана» (1950) и «Поющие под дождём» (1952).
В 1961 году Рита Морено исполнила роль Аниты в киноверсии бродвейского мюзикла «Вестсайдская история». Именно после этого фильма к актрисе пришла мировая слава, что подтвердилось победой в номинации «Лучшая женская роль второго плана» премий «Оскар» и «Золотой глобус».
Помимо ролей на большом экране, Рита Морено много снималась на телевидении. У неё были роли в таких сериалах, как «Досье детектива Рокфорда», за которую в 1978 году она была удостоена премии «Эмми», «Лодка любви», «Полиция Майами: Отдел нравов» и «Золотые девочки».
Среди бродвейских постановок с её участием наиболее знаменитыми являются «Гантри» и «Риц», за участие в котором актриса стала лауреатом театральной премии «Тони». В 1985 году Морено стала обладательницей «Премии Сары Сиддонс» за свою работу в театрах Чикаго.
В июне 2004 года президент США наградил Риту Морено Президентской медалью Свободы, в феврале 2010 года — Национальной медалью в области искусств. За вклад в киноиндустрию США актриса удостоена звезды на Голливудской «Аллее славы» по Голливуд-бульвар 7083 и награждена почётной премией Гильдии киноактёров США (2014). В последнее время Рита Морено продолжает активную карьеру в кино, театре и телевидении.

## Личная жизнь
По утверждению актрисы, в 1950-х годах она имела восьмилетние романтические отношения с легендой Голливуда Марлоном Брандо. От Брандо Морено даже забеременела, но актёр настоял на немедленном аборте. После аборта Морено пыталась покончить жизнь самоубийством, приняв большую дозу снотворного. В своих интервью она также рассказывала о романах с Элвисом Пресли, Энтони Куинном, Деннисом Хоппером и Кеннетом Тайненом.
18 июня 1965 года Рита Морено вышла замуж за Леонарда Гордона, который также являлся её менеджером. От него она родила дочь Фернанду Фишер. Овдовела в 2010 году.

## Избранная фильмография
| Год  |    | Русское название       | Оригинальное название          | Роль             |
| ---- | -- | ---------------------- | ------------------------------ | ---------------- |
| 1950 | ф  | Любимец Нового Орлеана | The Toast of New Orleans       | Тина             |
| 1952 | ф  | Поющие под дождём      | Singin’ In The Rain            | Зельда Зандерс   |
| 1956 | ф  | Король и я             | The King and I                 | Туптим           |
| 1961 | ф  | Вестсайдская история   | West Side Story                | Анита            |
| 1961 | ф  | Лето и дым             | Summer and Smoke               | Роза Захариас    |
| 1969 | ф  | Ночь следующего дня    | The Night Of The Following Day | Ви               |
| 1969 | ф  | Марлоу                 | Marlowe                        | Долорес Гонсалес |
| 1971 | ф  | Познание плоти         | Carnal Knowledge               | Луиза            |
| 1995 | ф  | Ангус                  | Angus                          | мадам Руленска   |
| 1998 | ф  | Трущобы Беверли-Хиллз  | Slums of Beverly Hills         | Белль            |
| 2003 | ф  | Приёмные матери        | Casa de los babys              | сеньора Муньос   |
| 2021 | ф  | Вестсайдская история   | West Side Story                | Валентина        |
| 2022 | мф | Папин дракон           | My Father’s Dragon             | миссис Макрален  |
| 2023 | ф  | Форсаж 10              | Fast X                         | Абуэла           |

## Награды и номинации
| Награда                        | Год  | Категория                                                        | Фильм                          | Результат |
| ------------------------------ | ---- | ---------------------------------------------------------------- | ------------------------------ | --------- |
| Оскар                          | 1962 | Лучшая женская роль второго плана                                | Вестсайдская история           | Победа    |
| Золотой глобус                 | 1962 | Лучшая женская роль второго плана в кинофильме                   | Вестсайдская история           | Победа    |
| Золотой глобус                 | 1977 | Лучшая женская роль в комедии или мюзикле                        | Риц                            | Номинация |
| Золотой глобус                 | 1983 | Лучшая женская роль в телевизионном сериале — комедия или мюзикл | С 9 до 5                       | Номинация |
| BAFTA                          | 1977 | Лучшая женская роль                                              | Риц                            | Номинация |
| Грэмми                         | 1962 | Лучший альбом года                                               | Вестсайдская история           | Номинация |
| Грэмми                         | 1973 | Лучший альбом для детей                                          | The Electric Company           | Победа    |
| Эмми                           | 1975 | Лучшее выступление в варьете или музыкальной программе           | Out to Lunch                   | Номинация |
| Эмми                           | 1977 | Лучшее выступление в варьете или музыкальной программе           | Маппет-шоу                     | Победа    |
| Эмми                           | 1978 | Лучшая приглашённая актриса в драматическом телесериале          | Досье детектива Рокфорда       | Победа    |
| Эмми                           | 1979 | Лучшая женская роль в драматическом телесериале                  | Досье детектива Рокфорда       | Номинация |
| Эмми                           | 1982 | Лучшая женская роль второго плана в мини-сериале или фильме      | Портрет танцовщицы             | Номинация |
| Эмми                           | 1982 | Лучшее исполнение в детской программе                            | CBS Library                    | Номинация |
| Эмми                           | 1983 | Лучшая женская роль в комедийном телесериале                     | С 9 до 5                       | Номинация |
| Эмми                           | 1995 | Лучшее исполнение в анимационной программе                       | Где находится Кармен Сандиего? | Номинация |
| Эмми                           | 1996 | Лучшее исполнение в анимационной программе                       | Где находится Кармен Сандиего? | Номинация |
| Эмми                           | 1997 | Лучшее исполнение в анимационной программе                       | Где находится Кармен Сандиего? | Номинация |
| Спутник                        | 1998 | Лучшая женская роль в драматическом телевизионном сериале        | Тюрьма Оз                      | Номинация |
| Премия Гильдии киноактёров США | 2014 | За вклад в кинематограф                                          | н/д                            | Победа    |
| Тони                           | 1975 | Лучшая женская роль второго плана в пьесе                        | Риц                            | Победа    |